# Indiana Jones och det sista korståget
Indiana Jones och det sista korståget (engelska: Indiana Jones and the Last Crusade) är en amerikansk-brittisk film från 1989. Den är den tredje filmen om Indiana Jones och, precis som de två tidigare, regisserad av Steven Spielberg, som även skrivit manus tillsammans med George Lucas.
Indiana Jones (Harrison Ford) återförenas med sin far Henry Jones (Sean Connery) i jakten på den heliga graalen. Även nazisterna är ute efter den åtråvärda skatten som antas kunna skänka evigt liv.

## Handling
I filmens inledning lär vi känna Indiana "Indy" Jones som ung pojke 1912, när han från ett gäng gravplundrare i Utah stjäl ett guldkors som tillhört Francisco Vásquez de Coronado. Under flykten hamnar han på ett cirkuståg. Med hjälp av en oxpiska lyckas han ta sig förbi ett lejon och undkomma. Men väl hemma har gravplundrarna hunnit i kapp och de lyckas enkelt ta tillbaka korset, samtidigt som Indy istället får en hatt av gängets ledare. Vi lär även här känna Indys far som visar föga intresse för sin son, utan ägnar sig hängivet åt sin egen forskning.
I vuxen ålder 1938, två år efter händelserna i Jakten på den försvunna skatten, lyckas Indy ta tillbaka Coronados kors på en båt utanför Portugals kust och han donerar det till Marcus Brodys museum, men nu nås Indy av budet att sins far, professor Henry Jones, Sr., är försvunnen. Hans far har ägnat hela sitt liv åt att finna den heliga graalen. Samma eftermiddag får Indy ett paket på posten innehållande sin fars anteckningsbok om graalen.
Efter att ha gått igenom anteckningar och tillgänglig information kommer Indy sin far på spåren. Tillsammans med Marcus Brody åker han till Venedig.

## Om filmen
I filmen, som är den tredje i en serie, får vi för första gången lära känna Indiana Jones bakgrund och härkomst. Bland annat hans relation till sin far, som man märker haft en stor betydelse för Indiana som person. Man kan bland annat anta att Jones stora intresse för att samla fornfynd och skänka dessa till museum varit ett sätt för honom att göra sin far till lags eller få uppskattning. Hans far verkar aldrig visa minsta uppskattning eller stolthet över vad hans son gör eller åstadkommer.
Samtidigt får vi veta att Indiana har haft en självständig och fri uppfostran, där hans far aldrig har förmanat honom till att göra läxor, gå och lägga sig, etc. Vi får även veta att Indiana inte heter Indiana, utan det är egentligen namnet på deras hund. Hans riktiga namn är Henry Jones Jr.
Man får i början av filmen också veta hur han som ung fick sin hatt som han sedan nästan alltid har på sig.

## Rollista (urval)
| Harrison Ford    | – Indiana "Indy" Jones     |
| Sean Connery     | – Professor Henry Jones Sr |
| Denholm Elliott  | – Marcus Brody             |
| Alison Doody     | – Elsa Schneider           |
| John Rhys-Davies | – Sallah                   |
| Julian Glover    | – Walter Donovan           |
| River Phoenix    | – Indiana Jones (som ung)  |
| Michael Byrne    | – Vogel                    |
| Michael Sheard   | – Adolf Hitler             |

## Nomineringar och priser
| År   | Pris   | Resultat  | Kategori             |
| ---- | ------ | --------- | -------------------- |
| 1990 | Oscars | Vann      | Bästa ljudredigering |
| 1990 | Oscars | Nominerad | Bästa filmmusik      |
| 1990 | Oscars | Nominerad | Bästa ljud           |